# Народная партия (Республика Корея, 2016)
«Народная партия» (кор. 국민의당) — либеральная политическая партия в Республике Корее, основанная 10 января 2016 года Ан Чхоль Су.

## История
Планы создать партию зародились после того, как Ан Чхоль Су, который вместе с Ким Хан Гилем создал «Демократическую партию», вышел из партии в середине декабря 2015 года после борьбы за власть с Мун Чжэ Ином. В то время Ан пообещал создать политическую партию, которая может повлиять на смену правительства.
Ан обнародовал название партии в январе 2016 года. Ким, который вместе с Аном основал «Демократическую партию», присоединился к партии за день до обнародования названия.
Партия официально начала свою работу 2 февраля 2016 года, когда в Национальное собрание вошли 17 депутатов. В марте 2016 года партия получила 20-го члена, перебежчика из «Демократической партии», что дало партии право сформировать переговорный блок, а также более высокие государственные субсидии.
Во время парламентских выборов 2016 года партия стремилась получить 20 мест. Однако в итоге партия получила 38 мест, в том числе 23 из 28 оспариваемых мест на юго-западе Республики Кореи, который считается оплотом «Демократической партии». После выборов партия рассматривалась как обладающая потенциально решающим голосом по законодательству.
Ан, однако, подал в отставку с поста председателя вместе с соруководителем Чун Чон Бэ в июне того же года после коррупционного скандала с участием некоторых членов партии (три члена партии были официально обвинены в получении взяток от партийных агентств по связям с общественностью перед выборами). Ан, однако, был избран на второй срок председателем партии в августе 2017 года после отставки Пак Джи Вона в мае того же года, когда Ан потерпел поражение на президентских выборах 2017 года.

### Слияние
18 января 2018 года Ан вместе с лидером «Правильной партии» Ю Сын Мином объявили о своих планах по объединению двух партий в попытке сформировать центристский блок и укрепить свои позиции в парламенте перед местными выборами. Объявление было отмечено как «поспешное», поскольку оно было сделано до того, как две соответствующие стороны прошли надлежащую процедуру для подтверждения союза.
Внутри «Народной партии» план Ана столкнулся с оппозицией, особенно со стороны законодателей из провинций Чолла-Пукто и Чолла-Намдо, обе из которых считаются либерально настроенными провинциями.
28 января 16 депутатов партии, в том числе Пак Джи Вон и Чон Дон Ён, объявили о планах создать новую партию. Было отмечено, что законодатели принадлежали к фракции, тесно связанной с покойным бывшим президентом Ким Дэ Чжуном. Новая партия, получившая название «Партия за демократию и мир», была создана 6 февраля.
План объединения был одобрен «Правильной партии» 5 февраля 2018 года и доработан «Народной партией» шесть дней спустя, после чего на выходе была получена объединённая партия «Парынмирэдан».

## Результаты на выборах

### Президентские выборы
| Выборы | Кандидат    | Голосов   | %      | Результат |
| ------ | ----------- | --------- | ------ | --------- |
| 2017   | Ан Чхоль Су | 6 998 342 | 21,41% | Поражение |

### Парламентские выборы
| Выборы | Мест получено | Голосов   | %     | Результат              | Лидеры                   |
| ------ | ------------- | --------- | ----- | ---------------------- | ------------------------ |
| 2016   | 38 из 300     | 6 355 572 | 26,7% | ▲ 18 мест; Меньшинство | Ан Чхоль Су Чхон Джон Бэ |